# Maurice Bernard (peintre)
Pour les articles homonymes, voir Bernard et Maurice Bernard.
Maurice Bernard est un peintre français né le 25 janvier 1927 à Saint-Cast-le-Guildo et mort le 7 mars 2005 à Erquy.

## Biographie
Né d'une mère pianiste et d'un père peintre et sculpteur, élève à l'École nationale supérieure des beaux-arts, Maurice Bernard est un peintre paysagiste, figuratif. Son œuvre comporte de nombreuses œuvres représentant des paysages marins ou campagnards.
Dans sa jeunesse, il participe à de nombreux salons tels que le Salon des indépendants. Il s'installe définitivement à Erquy en 1976.

## Expositions
- Chapelle du Grand-Couvent, Cavaillon, 1982.
- Galerie-atelier Maud-Bernard, Pommeret, 2008[2].
- Galerie Guénanen, Paimpol, 2010[3].
- Salle des régates, Pléneuf-Val-André, 2013[4].
- Galerie d'art municipale, Erquy, décembre 2014 - janvier 2015[1].

## Récompense
- Grand prix de New York, 1970.

### Hommages
- Une avenue d'Erquy porte le nom de Maurice Bernard.